# Jaula Ben Hamza
Jaula Ben Hamza –en árabe, خولة بن حمزة– (Túnez, 18 de mayo de 1981) es una deportista tunecina que compitió en taekwondo. Ganó una medalla de oro en los Juegos Panafricanos de 2011, y una medalla de oro en el Campeonato Africano de Taekwondo de 2009.

## Palmarés internacional
| Juegos Panafricanos | Juegos Panafricanos | Juegos Panafricanos | Juegos Panafricanos |
| Año                 | Lugar               | Medalla             | Categoría           |
| ------------------- | ------------------- | ------------------- | ------------------- |
| 2011                | Maputo (Mozambique) | Medalla de oro      | +73 kg              |
| Campeonato Africano |                     |                     |                     |
| Año                 | Lugar               | Medalla             | Categoría           |
| 2009                | Yaundé (Camerún)    | Medalla de oro      | –73 kg              |